# Долинянське (заповідне урочище)
Долиня́нське — заповідне урочище в Україні. Розташоване в межах Тлумацького району Івано-Франківської області, біля села Долина. 
Площа 0,9 га. Статус надано згідно з рішенням облвиконкому від 17.05.1983 року №166. Перебуває у віданні Долинської сільської ради. 
Статус надано з метою збереження болота з типовою болотною рослинністю. Зростають рогіз широколистий, рогіз вузьколистий, їжача голівка пряма, вовче тіло болотне, осока омська, бобівник трилистий, зелений мох, калієргонела загострена.
Заповідне урочище «Долинянське» входить до складу регіонального ландшафтного парку «Дністровський». 